# Cullen plicatum
Cullen plicatum är en ärtväxtart som först beskrevs av Alire Raffeneau Delile, och fick sitt nu gällande namn av Charles Howard Stirton. Cullen plicatum ingår i släktet Cullen, och familjen ärtväxter. Inga underarter finns listade i Catalogue of Life.